# Trichoclinocera cyanescens
Trichoclinocera cyanescens är en tvåvingeart som beskrevs av Vaillant 1960. Trichoclinocera cyanescens ingår i släktet Trichoclinocera och familjen dansflugor. Inga underarter finns listade i Catalogue of Life.